# Abu Dhabi (сингл, Міколаш Йозеф)
Abu Dhabi — пісня чеського співака Міколаша Йозефа. Була випущена у форматі Digital Download 1 лютого 2019 року компанією Sony Music Entertainment.

## Відеокліп
Музичне відео, яке супроводжує пісню "Abu Dhabi", вперше завантажено на YouTube 31 січня 2019 року загальною тривалістю 02:37.

## Треклист
| Digital Download | Digital Download | Digital Download |
| #                | Назва            | Тривалість       |
| ---------------- | ---------------- | ---------------- |
| 1.               | «Abu Dhabi»      | 2:38             |

## Чарти
| Чарт (2019)                     | Найвища позиція |
| ------------------------------- | --------------- |
| Чехія (Singles Digitál Top 100) | 22              |